# Apal
Apal (название — акроним от Application Polyester Armé de Liége) —  малая автомобильная компания родом из Бельгии. В настоящее время базируется в Германии.

## История
Эту небольшую автомобильную компанию в 1961 году основал Эдмонд Пери, специалист по стекловолокну, в Бленьи-Тремблье (провинция Льеж, Бельгия. Пери продемонстрировал свою первую модель, купе GT с открывающимися вверх дверьми и оснащённую двигателем от Volkswagen или Porsche на автосалоне в Брюсселе в 1962 году.
В 1965 году Apal начала выпуск одноместных Formula V.
Между 1968 и 1973 годами компанией было выпущено около 5000 корпусов из стекловолокна для различных моделей багги, таких как Apal Buggy, Apal Rancho, Apal Jet, Apal Avvi, Apal Corsa (с открывающимися вверх дверями) и Apal Horizon.
Модель Apal 1200 Saloon была привлекательным автомобилем, основанным на выставочном фольсквагене. Он имел направленный вперёд «нос» корпуса с отдельным передним бампером и изогнутым цельным лобовым стеклом. Расположенный в задней части машины двигатель с воздушным охлаждением был прикрыт решёткой в хвостовой части и также закрывался бампером.

## Модель Apal 1200 Saloon
Данная выпускаемая модель имела следующие характеристики:
- двигатель: Volkswagen, четырёхцилиндровый с воздушным охлаждением, объём 1192 см³, уровень компрессии 7.0 и мощностью 40 л. с.
- максимальная скорость: 129 км/ч
- общая длина: 4 249 мм
- общая ширина: 1 621 мм
- высота: 1 250 мм
- радиус поворота: 11 м
- колёсная база: 2 400 мм
- дорожный просвет спереди: 1 306 мм
- дорожный просвет сзади: 1 288 мм
- ёмкость топливного бака: 8,8 имперских галлонов
- пустой вес: 679 кг[1]

Наиболее успешная модель была названа Apal Speedster и является копией модели Porsche 356, построенной VW Beetle. С 1981 по 1994 полностью изготовлено было 700 автомобилей.
Последняя модель компании названа Apal Sport One и основывается на Pontiac Fiero, она выпускалась в 1992.
Эдмонд Пери также разработал в 1974 году прототип DAF и другой прототип для Фольсквагена в 1992. Так как компания небольшая, то она производит и продаёт все модели в ограниченном количестве.